# Koń achał-tekiński
Koń achał-tekiński – wysoce szlachetna rasa konia gorącokrwistego pochodzącego z Turkiestanu. Przedstawiciel koni prehistorycznych typu I. Nazwę swą zawdzięczają turkmeńskiemu plemieniu koczowników.

## Rys historyczny
Konie te wywodzą się od prastarej rasy koni turkmeńskich i są ich bezpośrednimi potomkami. Istniały już prawdopodobnie 500 lat p.n.e. Przez tysiące lat hodowane były w Azji Środkowej, w oazach Turkiestanu. Współcześnie jest to obszar na północy Iranu na wschód od morza Kaspijskiego.
Od przynajmniej trzech tysięcy lat konie używane były przez ludność zamieszkującą Azję Środkową. Przed około 2 i pół tysiąca laty na Bliskim Wschodzie był ulubionym koniem wojowników używanym w czasie wojen. Około 1000 roku p.n.e. konie, podobnie jak dzisiaj, służyły głównie jako zwierzęta wyścigowe. Prawdopodobnie około 500 roku p.n.e. konie achał-tekińskie służyły w armii perskiej. Jeździły one w gwardii króla Dariusza. Spotkać je można było też w krajach sąsiedzkich. Zwierzęta, określane jako krwawo pocące się znane były już w starożytnych Chinach i bardzo tam doceniane. Znacząco wpłynęły na powstanie rasy arabskiej i koni pełnej krwi angielskiej. Podczas licznych wojen i grabieży ich liczba znacznie się zmniejszyła i hodowla zaczynała się chylić ku upadkowi. Udało się ją odbudować za czasów panowania Timura Chromego dzięki arabskim klaczom. Dzięki ogierowi Turkmain Atti i jego 17 synom, kryjącym we wschodniopruskiej hodowli koni gorącokrwistych, współcześnie krew konia achał-tekińskiego płynie w żyłach wielu ras koni europejskich. Ogier Byerley Turk z linii Munighi (prawdopodobnie rasy turkmeńskiej lub czystej krwi arabskiej) dał początek jednemu z podstawowych rodów hodowli pełnej krwi angielskiej. Za czasów panowania Nadira Szah Afszara konie zostały uszlachetnione ogierami arabskim. Spokrewnione z końmi acheł-tekińskimi są konie jomudzkie i kabardyńskie, które żyją na terenie zachodniego i północnego Kaukazu. W XVIII wieku konie poprzez Rosję dotarły do wschodnich krawędzi Europy Środkowej. Zaczęto je hodować m.in. w Królewskiej Stadninie w Trakenach w Prusach (dziś Jasnaja Polana w obwodzie królewieckim). W roku 1912 założono stadninę w okolicach Aszchabadu. Założono też księgę stadną dla koni tej rasy. Do roku 1932 rasa była uszlachetniana końmi pełnej krwi. Późniejsze konie, urodzone po roku 1932 uznane zostały za nieczyste rasowo. Sytuacja się unormowała w roku 1938, gdy powstał program czystej hodowli. W roku 1955 w Moskwie założono Międzynarodowe Towarzystwo Hodowli Koni Acheł-Tekińskich.

## Pokrój

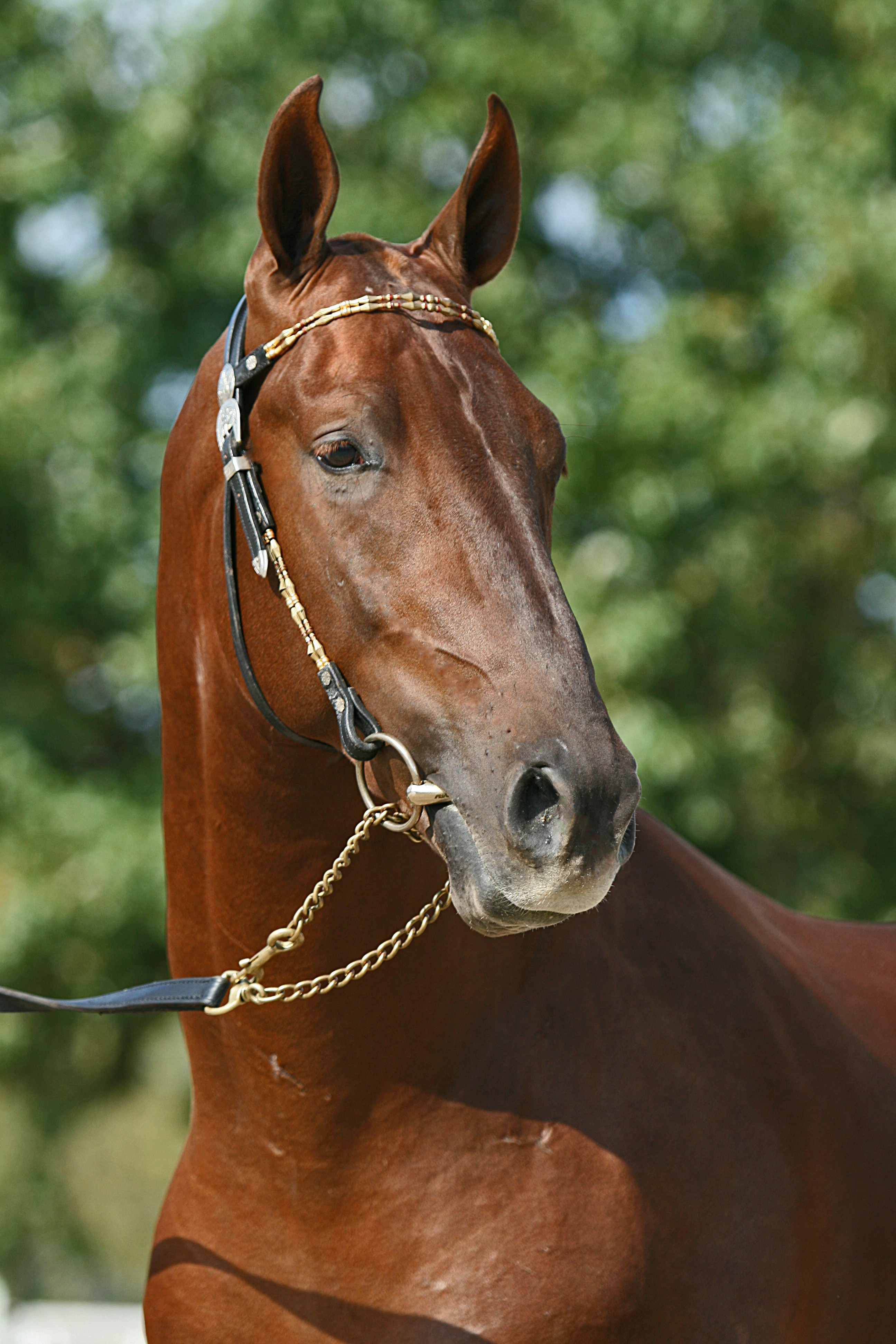
Łeb konia

Według zachodnich standardów koń nie jest doskonały, ale jego eksterier jest elegancki i o pięknej urodzie.
Zwykle mają długie, proste i szczupłe ciało, co daje wrażenie charta. Głowa u tych koni jest dobrze umodelowana, o prostym profilu. Osadzona jest na szczupłej, niejednokrotnie jeleniej szyi, długiej i muskularnej. Ramiona są nachylone i umożliwiają szczególe miękki chód, który mógł rozwinąć się przez tysiące lat na piaszczystych terenach ich ojczyzny. Łopatki są średnio długie, momentami stromo ustawione. Kłąb jest wyraźnie zaznaczony. Grzbiet na ogół długi. Pierś jest dość płytka (Haller 2001 ↓, s. 34), lub głęboka (Pickeral 2003 ↓, s. 273-274) i szczupła, ale dobrze umięśniona. Zad u koni jest lekko opadający, ścięty i ma tendencję do rozłupywania lub dzielenia. Jednocześnie jest muskularny i silny. Kończyny konia acheł-tekińskiego są długie, smukłe i wytrzymałe z twardymi kopytami. Szczególnie tylne nogi mają długie i cienkie uda i mają tendencję do postawy szablastej.
Sierść, oraz grzywa i ogon są delikatne i jedwabiste. Wysokość w kłębie wynosi od 150 do 160 cm (Haller 2001 ↓, s. 34) lub od 144 do 157 cm (Pickeral 2003 ↓, s. 273-274). Jako średnią wysokość podaje się 157 cm.

### Umaszczenie
Konie mają często maść kasztanowatą i gniadą z miedzianym, złocistym, lub metalicznym połyskiem. Występują też maści bułane, siwe, kare i izabelowate.

## Użytkowość
Konie tej rasy są bardzo inteligentne i chętne do pracy. Cechują się dużą wytrzymałością na długich dystansach, mocą, odpornością na upał i ekstremalne zimno oraz szybkością. Szybko reagują na komendy, są godne zaufania i niewymagające. Mają wydajny ruch i przeznaczone są szczególnie do galopu, ale zdarzają się konie które chodzą inochodem lub toltem.
Konie rasy acheł-tekińskiej od zawsze używane były do wyścigów i współcześnie znajdują również zastosowanie jako doskonałe konie do rajdów dystansowych. Używane są też do WKKW, skoków, ujeżdżenia, powożenia, wyścigów. Rasa ta używana jest też często w cyrku.
Konie używane są też w krzyżowaniu w celu nadania większej prędkości wyścigowej rasie.
W roku 1935 konie acheł-tekińskie udowodniły swoją wytrzymałość, podczas rajdu na dystansie 4128 kilometrów z Aszchabadu w Turkmenistanie do Moskwy. Trasa obejmowała m.in. 376-kilometrowy (lub 960-kilometrowy) odcinek przez pustynię. Odcinek ten zwierzęta pokonywały trzy dni, nie spożywając przez ten czas wody. Łącznie konie w podróży były przez 84 dni.
Z wielkim prawdopodobieństwem pomiędzy rasą acheł-tekińską a rasą Muniqui występuje pokrewieństwo. Nie jest jednak jasne czy Muniqui wpłynęły na konie acheł-tekińskie czy odwrotnie i która z tych dwóch ras jest starsza.

## Występowanie
Głównym rejonem występowaniem koni achał-tekińskich jest Turkmenistan, Kazachstan, Kaukaz, Kirgistan i Uzbekistan.

### Hodowle
Hodowane są w stadninach w Turkmenistanie (Machmut Kuli i Komsomoł w Aszchabadzie). Hodowle są zlokalizowane również w Kazachstanie (w Ałmatych, Lugow i w Tiersku) oraz w Dagestanie (w Gubden). Hodowle spotkać można też północnym Iranie i Europie Środkowej: w Niemczech i Austrii oraz w Stanach Zjednoczonych i Kanadzie.
W 2023 roku sztuka hodowli koni achał-tekińskich i tradycja ich ozdabiania została wpisana na listę reprezentatywną niematerialnego dziedzictwa ludzkości. 

## Ciekawostki
Koń achał-tekiński występuje w godle państwowym swojej ojczyzny, Turkmenistanu. Według ustawy z 2003 r. w centralnej części godła znajduje się koń Janardag, należący do pierwszego prezydenta tego państwa, Saparmurata Niyazowa.